# Vinko Dolenc
Vinko Dolenc, slovenski zdravnik nevrokirurg, akademik * 29. junij 1940, Sestrže, Kraljevina Jugoslavija, † 16. januar 2025.

## Življenje in delo
Diplomiral je 1966 na ljubljanski Medicinski fakulteti (MF), opravil 1974 specializacijo iz nevrokirurgije in 1978 doktoriral. Leta 1968 se je zaposlil na Univerzitetni kirurški pozneje nevrokirurški kliniki Univerzitetnega kliničnega centera v Ljubljani, od 1980 kot vodja njenega eksperimentalnega laboratorija. Leta 1982 je postal redni profesor podiplomskega študija na ljubljanski MF in 1987 na Medicinski fakulteti v Zagrebu. Dolenc je od 1987 dopisni in od 1993 redni član Slovenske akademije znanosti in umetnosti ter od 1991 Ambasador Republike Slovenije v znanosti. Organiziral je več strokovnih srečanj; je častni član več mednarodnih združenj nevrokirurgov, član uredniških odborov tujih strokovnih časopisov, leta 1983 je postal predsednik evropske komisije za primerjalne študije v nevrokirurgiji.
Dolenc se je na začetku posvečal posegom na obkrajnem živčevju, nato mikrokirurškem posegom v možgane. S tem je opravil pionirsko delo na področju mikrokirurgije v Jugoslaviji. Med prvimi na svetu je začel operirati anevrizme v akutnem stanju. Kot operater in predavatelj je gostoval na mnogih klinikah v tujini. Sam ali v soavtorstvu je objavil več znanstvenih razprav v domači in tuji strokovni literaturi.
Pozornosti širše javnosti je bil deležen ob tožbi izraelskega državljana Elijaha Mesike po sicer tehnično uspeli operaciji leta 1992, ki je pacienta pustila paraliziranega. Slovensko okrožno in vrhovno sodišče sta priznala sodbo izraelskega sodišča, ki ga je spoznalo osebno za krivega malomarnosti in mu naložilo plačilo preko 6 milijonov evrov odškodnine. To je v nasprotju s slovensko pravno ureditvijo, po kateri bi odgovornost prevzel njegov delodajalec, vendar je bil primer zapleten zaradi nejasnosti pri ravnanju vseh vpletenih.
Ustavno sodišče Republike Slovenije njegove ustavne pritožbe zoper priznanje izraelske sodbe ni sprejelo v obravnavo, zato je Dolenc po izčrpanju pravnih sredstev v Sloveniji začel postopek pred Evropskim sodiščem za človekove pravice v Strassbourgu. To je 20. oktobra 2022 objavilo sodbo, s katero je ugotovilo, da je bila Dolencu pred slovenskimi sodišči kršena pravica do poštenega sojenja in naložilo Sloveniji plačilo odškodnine za nepremoženjsko škodo, odločitev o premoženjski škodi pa si je pridržalo za kasneje.